# Reichersbeuern
Reichersbeuern là một đô thị ở huyện Bad Tölz-Wolfratshausen bang Bayern nước Đức. Đô thị Reichersbeuern có diện tích 15,41 km², dân số thời điểm ngày 31 tháng 12 năm 2006 là 2201 người.